# O Carballiño
O Carballiño är en ort i Spanien.   Den ligger i provinsen Provincia de Ourense och regionen Galicien, i den nordvästra delen av landet, 400 km nordväst om huvudstaden Madrid. O Carballiño ligger 402 meter över havet och antalet invånare är 14 114.
Terrängen runt O Carballiño är kuperad åt sydväst, men åt nordost är den platt. Terrängen runt O Carballiño sluttar söderut.Runt O Carballiño är det ganska glesbefolkat, med 48 invånare per kvadratkilometer. O Carballiño är det största samhället i trakten. I omgivningarna runt O Carballiño växer i huvudsak blandskog.